# 広済堂ビジネスサポート
株式会社広済堂ビジネスサポートは、東京都港区に本社を置く日本の企業。東北・北陸地方を中心に人材紹介、人材派遣、アウトソーシング事業などを行う。ここでは吸収合併した広済堂HRソリューションズの業務内容についても紹介する。

## 概要
印刷・出版・人材サービスを展開する株式会社広済堂ホールディングスの100%出資子会社として2011年に設立。2023年10月には、広済堂ホールディングスによる3つの子会社合併決議に基づき、存続会社として、株式会社広済堂HRソリューションズ、株式会社タレントアジアを吸収合併した。 
もともと広済堂グループにより、東北・北陸地方で40年以上の歴史を持つ求人媒体「Workin（ワーキン）」が発行されていたが、現在では広済堂ビジネスサポートが同誌の発行および求人サイト「Workin.jp」の運営を手がけている。
代表取締役の正尺俊樹氏は、大学卒業後に司法試験を志すも3度失敗し、34歳までアルバイト生活を続けていた。派遣社員として働くうちに、派遣先の業務委託会社から正社員雇用され人材派遣・人材紹介事業に携わり、2016年に広済堂（現・広済堂ホールディングス）に入社。2022年に広済堂ビジネスサポートの代表取締役に就任するという特異な経歴を持つ。 

## 広済堂グループの人材サービス事業の沿革
（この節の出典）
- 1977年（昭和52年） - 求人情報事業を開始。アルバイト情報誌を創刊。
- 1978年（昭和53年） - 求人情報事業の地方展開を開始。
- 1987年（昭和62年） - 広告代理業を開始。
- 1997年（平成09年） - 人材派遣事業を開始
- 2003年（平成15年） - 人材派遣・紹介、研修など総合人材ビジネスへ進出。人材派遣・職業紹介の許可を取得。
- 2004年（平成16年） - 人材採用検査・研修業務へ進出。
- 2011年（平成23年） - 株式会社広済堂ビジネスサポートが設立される。
- 2013年（平成25年） - 海外人材事業に進出し、ベトナムの現地法人KOSAIDO HR VIETNAM CO., LTD.を設立。
- 2022年（令和04年） - 秋田県能代市と人手不足対策・雇用創出などの課題解決に関する包括連携協定を締結。「日本リスキリングコンソーシアム」にジョブマッチングパートナーとして参画[5]。
- 2023年（令和05年） - 宮城県丸森町とも前年同様の包括連携協定を締結。株式会社広済堂HRソリューションズおよび株式会社タレントアジアを吸収合併。

## 主な事業内容
（この節の出典）

### 人材紹介事業
東北・北陸をメインエリアとして、地元転職やUターン・Iターン転職をサポート。「Workinエージェント」「KOSAIDO AGENT（広済堂エージェント）」などのサービスを提供している。

### 労働者派遣事業
求人メディア「Workin」などを駆使して、宮城県・東北エリアを中心に人材派遣サービスを行う。

### ITサービス事業
エンジニアによるDX化、業務効率化、開発支援をサポート。

### アウトソーシング事業
アルバイト・中途・新卒などの採用代行（RPO）や、営業代行を行うサービス。

### タレントアジア事業（海外人材サービス）
外国人人材の採用にかかる煩雑な申請・手続きや、人材のスキルレベルの判断をサポート。オーダーメイドの社内研修も提供。

### 求人メディア
40年以上の歴史を持つ求人媒体「Workin（ワーキン）」を東北・北陸地方を中心に展開。地元の求職者と直接出会える「Workin就活・転職フェア」などのイベントも開催する。

### HR Tech
採用業務の効率化をサポートするオールインワン型の採用管理システム「TalentClip（タレントクリップ）」の提供。

### 求人媒体代理店
自社の求人メディアだけでなく、全国47都道府県で2000以上の求人媒体を取り扱う。

### ラック取次事業
一般消費者の目に留まりやすい、駅・スーパー・コンビニエンスストアなどに、プロモーション可能な集合型フリーペーパーラックを設置している。

### 教育関連事業
宮城県内の90％以上の小学校で、エコロジーや食育などをテーマにした「エコファミリーしんぶん」を配布。ベトナムでは日本語学校と日本人向けのベトナム語教室なども運営。

## 事業所
（この節の出典）
- 東京本社 - 東京都港区芝浦1-2-3 シーバンスS館13F
- 青森営業所 - 青森県青森市栄町1-4-1 K・Kビル5F
- 秋田営業所 - 秋田県秋田市中通4-5-6 秋銀・明治安田ビル8F
- 盛岡営業所 - 岩手県盛岡市菜園1-12-18 盛岡菜園センタービル3F
- 仙台支店 - 宮城県仙台市若林区舟丁18-2 広済堂仙台ビル
- 山形営業所 - 山形県山形市諏訪町1-1-1 センチュリープレイス山形3F
- 東京営業所 - 東京都千代田区神田美土代町-1 JRE神田小川町ビル4F
- 富山支店 - 富山県富山市千歳町2-13-2
- 金沢営業所 - 石川県金沢市駅西本町1-14-29 サン金沢ビル4F
- 大阪営業所 - 大阪府大阪市中央区高麗橋4-1-1 興銀ビル2F
- BPOセンター - 宮城県仙台市若林区舟丁18-2 広済堂仙台ビル